# Norfolkinsel
Die Norfolkinsel (Norfuk: Norfuk Ailen) ist eine Insel im Pazifischen Ozean, die zu Australien gehört. Nördlich von ihr liegt Neukaledonien, westlich Australien, im Süden Neuseeland. Der Name der Insel geht auf den englischen Seefahrer James Cook zurück, der sie 1774 entdeckte und zu Ehren von Mary Howard, Duchess of Norfolk benannte.

## Geographie

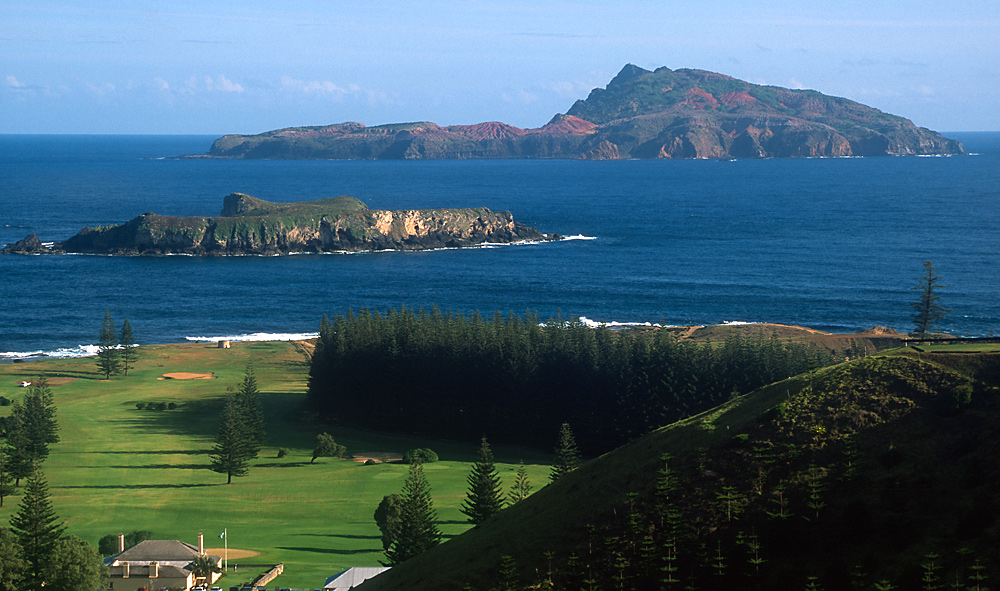
Blick von der Hauptinsel auf Nepean und dahinter Phillip Island

Die Norfolkinsel liegt rund 1400 Kilometer östlich des australischen Kontinents und ist Teil des knapp 1100 km langen Norfolk Ridge, der sich von Neukaledonien nach Süden hin erstreckt. Die Insel ist bis auf den Süden mit der Hauptstadt Kingston von Klippen umgeben. Höchste Erhebungen der Insel sind die Berge Bates (319 Meter) und Pitt (318 Meter). Zum Territorium gehören neben der Norfolkinsel noch die kleineren, unbewohnten Inseln Nepean und Phillip. Die Norfolkinsel ist, ebenso wie Phillip Island, vulkanischen Ursprungs und hat fruchtbaren Boden. Die größte Stadt der Insel ist Burnt Pine.

## Klima
Es herrscht subtropisch-dauerfeuchtes Klima mit einer Jahresdurchschnittstemperatur von 19 °C und 1350 mm Jahresniederschlag. Eine außergewöhnliche Gefahr stellen die Zyklone dar, die besonders in den ersten Monaten des Jahres auftreten.
|                       | Jan  | Feb  | Mär   | Apr   | Mai   | Jun   | Jul   | Aug   | Sep   | Okt  | Nov  | Dez  |   |         |
| Mittl. Tagesmax. (°C) | 24,5 | 24,8 | 24,3  | 22,7  | 20,9  | 19,4  | 18,4  | 18,3  | 18,9  | 20,1 | 21,7 | 23,3 | ⌀ | 21,4    |
| Mittl. Tagesmin. (°C) | 19,2 | 19,6 | 19,4  | 17,9  | 16,2  | 14,8  | 13,6  | 13,4  | 13,7  | 14,9 | 16,4 | 17,8 | ⌀ | 16,4    |
|                       |      |      |       |       |       |       |       |       |       |      |      |      |   |         |
| Niederschlag (mm)     | 82,6 | 95,1 | 106,6 | 137,7 | 121,5 | 159,9 | 123,5 | 115,2 | 102,2 | 84,8 | 97,2 | 88,3 | Σ | 1.314,6 |
|                       |      |      |       |       |       |       |       |       |       |      |      |      |   |         |
| Sonnenstunden (h/d)   | 7,4  | 6,9  | 6,5   | 6,4   | 5,9   | 5,1   | 5,9   | 6,4   | 7,0   | 7,3  | 7,5  | 7,8  | ⌀ | 6,7     |
|                       |      |      |       |       |       |       |       |       |       |      |      |      |   |         |
| Regentage (d)         | 8    | 8    | 10    | 11    | 12    | 14    | 14    | 14    | 12    | 10   | 8    | 7    | Σ | 128     |
|                       |      |      |       |       |       |       |       |       |       |      |      |      |   |         |
| Luftfeuchtigkeit (%)  | 82   | 83   | 83    | 81    | 80    | 81    | 80    | 81    | 81    | 82   | 81   | 80   | ⌀ | 81,2    |

| 19,2 |

| 19,6 |

| 19,4 |

| 17,9 |

| 16,2 |

| 14,8 |

| 13,6 |

| 13,4 |

| 13,7 |

| 14,9 |

| 16,4 |

| 17,8 |

| 19,2 |

| 19,6 |

| 19,4 |

| 17,9 |

| 16,2 |

| 14,8 |

| 13,6 |

| 13,4 |

| 13,7 |

| 14,9 |

| 16,4 |

| 17,8 |

## Umwelt
Innerhalb der Interim Biogeographic Regionalisation for Australia gehört Norfolk Island zur Bioregion Pacific Subtropical Islands (PSI) und bildet dort die Subregion PSI02.

### Flora
Auf der Insel gibt es 174 einheimische Pflanzen. Von 51 endemischen Arten gelten 18 als selten oder gefährdet. Vor der europäischen Kolonisierung war der größte Teil der Insel von subtropischem Regenwald bedeckt, mit der Norfolk-Tanne in exponierten Gebieten, Palmen und Baumfarnen in Feuchtgebieten sowie Lianen und Farnen im Unterholz. Ein Gebiet von fünf Quadratkilometern wurde 1986 zum Norfolk-Island-Nationalpark erklärt. Hier wächst der Norfolk-Baumfarn (Cyathea brownii), der größte Baumfarn der Welt.
Der ursprüngliche Regenwald ist durch zahlreiche Neophyten bedroht.

### Fauna

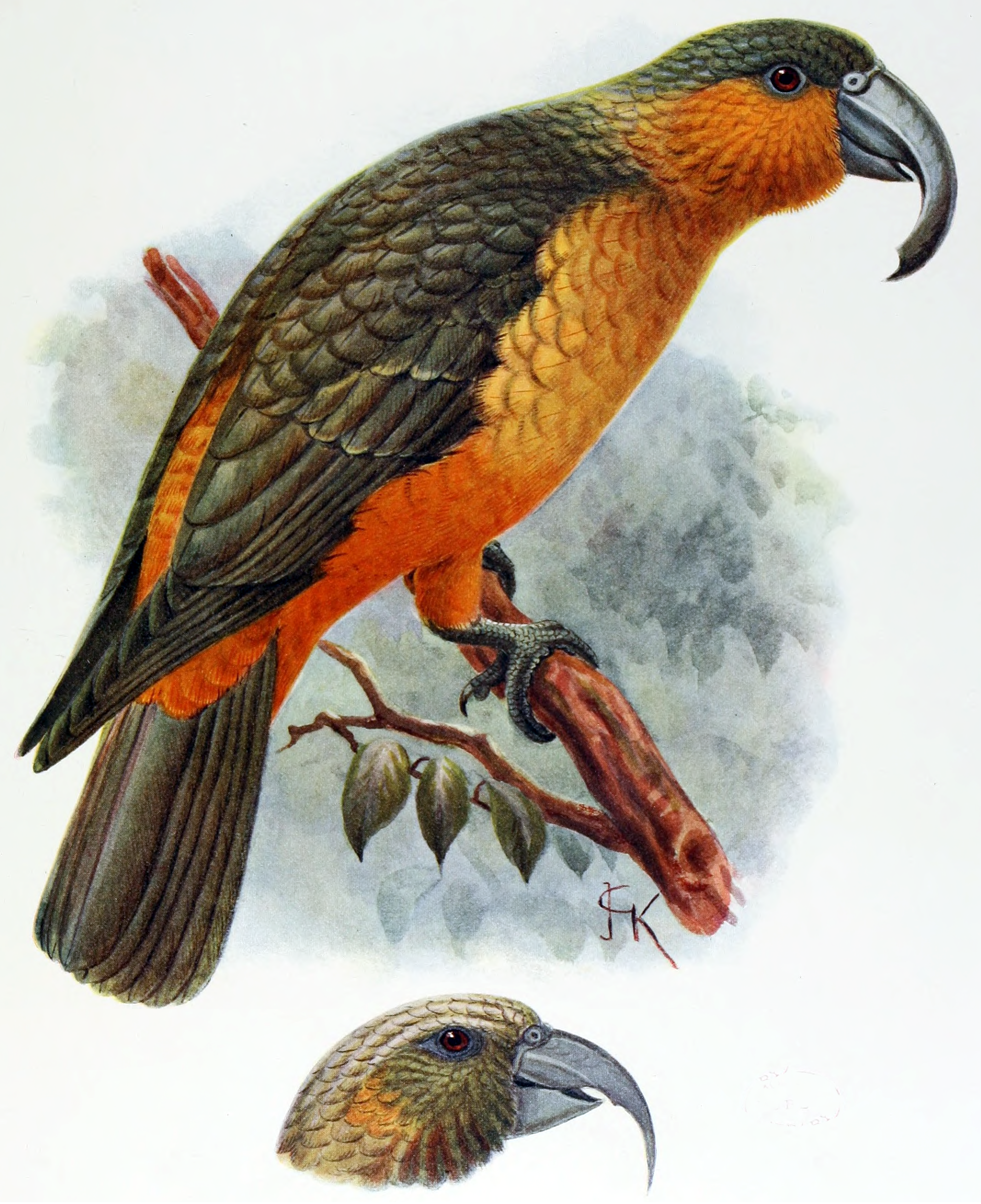
John Gerrard Keulemans: Lithografie eines Norfolk-Kaka

Nach der Abholzung des einheimischen subtropischen Regenwaldes sind viele Arten und Unterarten einheimischer Vögel ausgestorben. Dazu haben auch eingeführte Säugetiere wie Ratten, Katzen, Schweine und Ziegen sowie Vogelarten wie Amseln und Pennantsittiche beigetragen. Zu den ausgestorbenen Arten gehören der endemische Norfolk-Kaka, die Norfolk-Erdtaube und die Norfolk-Inseldrossel. Viele Vogelarten ähneln den Arten Neuseelands. Auf der Nepean-Insel, die zu Norfolk gehört, brüten einige Seevogelarten. Der Solandersturmvogel war zu Beginn des 19. Jahrhunderts am Ort ausgestorben, brütet nun aber wieder auf der benachbarten Phillipinsel. Zu weiteren dort brütenden Seevögeln gehören der Kermadec-Sturmvogel, der Australische Tölpel, der Rotschwanz-Tropikvogel und die Rußseeschwalbe.

## Bevölkerung
2021 hatte die Insel 2188 Bewohner, was einer Bevölkerungsdichte von 63 Einwohnern pro Quadratkilometer entsprach. Die Bevölkerung setzt sich zu einem Drittel aus den Nachkommen der Bounty-Meuterer (Pitcairner) und zu zwei Dritteln aus im Laufe der Zeit zugewanderten Australiern, Neuseeländern und Polynesiern zusammen. Zwischen den beiden Gruppen kommt es oftmals zu Streitigkeiten. Während die Nachfahren der 1856 auf die Insel übergesiedelten Pitcairner für eine konservative Politik mit der Unabhängigkeit der Norfolkinsel als Ziel eintreten, sind die Nachfahren der Zuwanderer meist progressiv und weltoffener – sie hegen enge Kontakte zum Festland.
Die Mehrzahl der Bevölkerung spricht Englisch (45,5 %), 40,9 % sprechen das Norf'k-Pitcairn, eine Mischung aus der englischen Sprache des 18. Jahrhunderts und altem Tahitianisch. Der anglikanischen Kirche gehören weniger als ein Drittel (22,0 %) der Einwohner an, der Rest verteilt sich auf die Uniting Church in Australia (7,7 %) und die römisch-katholische Konfession (11,0 %). 35,7 % sind Atheisten.
Der Mord an der 28-jährigen australischen Restaurantleiterin Janelle Patton im März 2002 beschäftigte jahrelang die örtliche Polizei und Justiz und sorgte für einiges Aufsehen, war doch mehr als ein Jahrhundert lang keine solche Straftat auf der Norfolkinsel verübt worden. Im August 2006 begannen die Anhörungen in dem Prozess gegen den Angeklagten. Am 9. März 2007 ging der erste Mordprozess seit 151 Jahren mit einem Schuldspruch für den neuseeländischen Koch Glenn McNeill zu Ende.

## Geschichte

### Polynesische Besiedlung
Archäologische Untersuchungen bewiesen eine polynesische Besiedlung. In den Dünen der Emily Bay wurden Spuren eines ostpolynesischen Dorfes aus dem 12. bis 15. Jahrhundert n. Chr. gefunden. Die Siedler bauten aus dem lokalen Basalt Häuser und Öfen, wo sie Fische, Schildkröten und Vögel brieten. Artefakte aus Obsidian stammen von den etwa 1300 Kilometer östlich gelegenen Kermadecinseln. Warum die polynesischen Bewohner die Insel verließen, ist nicht bekannt.
Als der britische Seefahrer James Cook am 10. Oktober 1774 als erster Europäer das Eiland betrat, fand er eine unbewohnte Landschaft vor. Später benannte er die Insel zu Ehren von Mary Howard, Herzogin von Norfolk.

### Erste britische Sträflingskolonie
Die britische Krone nahm die Insel 1788 in Besitz. Abgelegen, sowie mit zahlreichen für die Seefahrt nützlichen Ressourcen (beispielsweise Phormium und Nadelhölzer) versehen, schien die Insel zur Anlage einer Sträflingskolonie geeignet. Sie wurde von der ersten Sträflingskolonie Australien in der Botany Bay aus als zweite britische Sträflingskolonie gegründet. Am 2. März 1788 landete eine Gruppe von 15 Gefangenen unter der Führung von Lieutenant Philip Gidley King auf der Norfolkinsel. Die Gefangenen errichteten eine erste Siedlung. Anfangs diente die Siedlung als ein Lager für Verbrecher, die sich durch gute Führung auf dem Festland die Versetzung verdient hatten. Doch nach und nach wurde die Insel die am meisten gefürchtete Sträflingsanstalt im Pazifik. Der stete Nachschub an Sträflingen bewirkte Platzmangel und Hungersnöte. Die Kommandanten reagierten mit drakonischen Strafen auf jede Form von Widerstand. Infolge der Lockerung der Kontinentalsperre nach 1810 rechneten sich der Holzeinschlag und die Phormiumverarbeitung in der Sträflingskolonie nicht mehr. 1813 wurde die Kolonie aufgegeben; alle Gebäude abgerissen, alle Güter verschifft und die Insel verlassen. Sie blieb 12 Jahre lang menschenleer.

### Zweite britische Sträflingskolonie
Der Anstieg der Kriminalitätsrate in Großbritannien löste erneut Rufe nach einer Sträflingskolonie in den Weiten des Ozeans aus. Wieder wurde die Norfolkinsel auserkoren. 1825 wurde auf der Insel ein Gefängnis für Schwerstkriminelle gebaut. In einem Arbeitslager ließ man die Gefangenen unter extremen Bedingungen schuften, viele kamen dabei zu Tode. Nach und nach drangen Berichte an die Öffentlichkeit, es kam zu zahlreichen Protesten, und so wurde die Strafanstalt im Mai 1855 geschlossen.

### Seit 1856
Durch die Goldfunde auf dem australischen Kontinent hatte der Pazifikraum seine abschreckende Wirkung verloren, der Ruf als unwirtliche und trostlose Region war nicht mehr aufrechtzuerhalten. Viele Briten zog es fortan nach Ozeanien. Mit Erlaubnis der britischen Kolonialverwaltung trafen auf der Norfolkinsel am 8. Juni 1856 die 194 Nachkommen der Bounty-Meuterer ein, die bis dahin auf der 6000 Kilometer entfernten Insel Pitcairn gelebt hatten. Pitcairn konnte seine Bewohner damals kaum noch ernähren. Fünf Familien kehrten 1858 und 1864 nach Pitcairn zurück, die anderen blieben jedoch.

### Verwaltungsgeschichte
Die erste Sträflingskolonie und die Insel insgesamt unterstanden den Weisungen von Arthur Phillip, Gouverneur der Sträflingskolonie New South Wales. Die zweite Sträflingskolonie unterstand ab 1825 zunächst unmittelbar der britischen Krone, 1844 wurde sie Van-Diemens-Land zugeordnet. 1856 wurde die Norfolkinsel zu einem eigenen, New South Wales untergeordneten Territorium mit weitestgehender Autonomie.

## Politik

### Norfolk Island Act 1979
Als australisches Gebiet wurde die Norfolkinsel ab 1979 vom Ministerium für Umwelt, Sport und Territorien verwaltet. Verfassung war das Norfolkinsel-Gesetz von 1979, welches der Insel ein bestimmtes Maß an Selbstständigkeit einräumte, so beispielsweise die Einrichtung einer eigenen Legislative, Polizei, Judikative und Zollbehörde. Rechtliches Fundament waren die australischen Gesetze, daneben existierte eine Vielzahl an lokalen Verordnungen. In öffentlichen Bereichen, die nicht durch australisches Recht geregelt werden, griff britisches Recht. Gerichtsorgane waren der Oberste Gerichtshof (Supreme Court) sowie ein Gericht für kleinere Vergehen, der Court of Petty Sessions.
Staatsoberhaupt ist der britische König Charles III., als Vertreter Australiens und der Krone auf der Insel fungiert der vom australischen Generalgouverneur und vom Federal Executive Council ernannte Administrator (seit dem 1. April 2017 Eric Hutchinson). Alle vier Jahre wurde ein neun Sitze starkes Parlament, die Norfolk Legislative Assembly, von allen Personen über 18 Jahren gewählt. Dabei standen jedem Wähler neun Stimmen zur Verfügung, von denen er maximal vier einem Kandidaten zukommen lassen konnte. Das Parlament wählte den Premierminister, welcher an der Spitze einer fünfköpfigen Regierung stand.
Premierminister waren:
- 10. August 1979 – 21. Mai 1986: David Ernest Buffett
- 21. Mai 1986 – 22. Mai 1989: John Terence Brown
- 22. Mai 1989 – 20. Mai 1992: David Ernest Buffett
- 20. Mai 1992 – 4. Mai 1994: John Terence Brown
- 4. Mai 1994 – 5. Mai 1997: Michael William King
- 5. Mai 1997 – 28. Februar 2000: George Charles Smith
- 28. Februar 2000 – 5. Dezember 2001: Ronald Coane Nobbs
- 5. Dezember 2001 – 2. Juni 2006: Geoffrey Robert Gardner
- 2. Juni 2006 – 28. März 2007: David Ernest Buffett
- 28. März 2007 – 24. März 2010: Andre Neville Nobbs
- 24. März 2010 – 20. März 2013: David Ernest Buffett
- 20. März 2013 – 17. Juni 2015: Lisle Snell

### Norfolk Island Legislation Amendment Bill 2015
Durch den Norfolk Island Legislation Amendment Bill 2015, der vom australischen Bundesparlament am 14. Mai 2015 erlassen wurde und den Royal Assent am 26. Mai 2015 erhielt, wurde die Selbstverwaltung der Norfolkinsel zum 30. Juni 2016 aufgehoben und die Insel ab dem folgenden 1. Juli der Gesetzgebung des Staates New South Wales unterstellt. Seitdem obliegt die Verwaltung der Insel dem Norfolk Island Regional Council. Die Angliederung an Australien ist in der Bevölkerung umstritten. Die Insel wird in australischen Parlamentswahlen im Australian Capital Territory repräsentiert.

### Norfolk Island Legislation (Migration) Transitional Rule 2016
Seit 2016 ist die Norfolkinsel mit der Norfolk Island Legislation (Migration) Transitional Rule 2016 in die Migrationszone Australien einbezogen worden. Dies bedeutet, dass anlandende Flüchtlinge keinen Antrag auf Asyl in Australien stellen können und sie in Einwanderungshaft in Australien festgesetzt werden.

## Wirtschaft

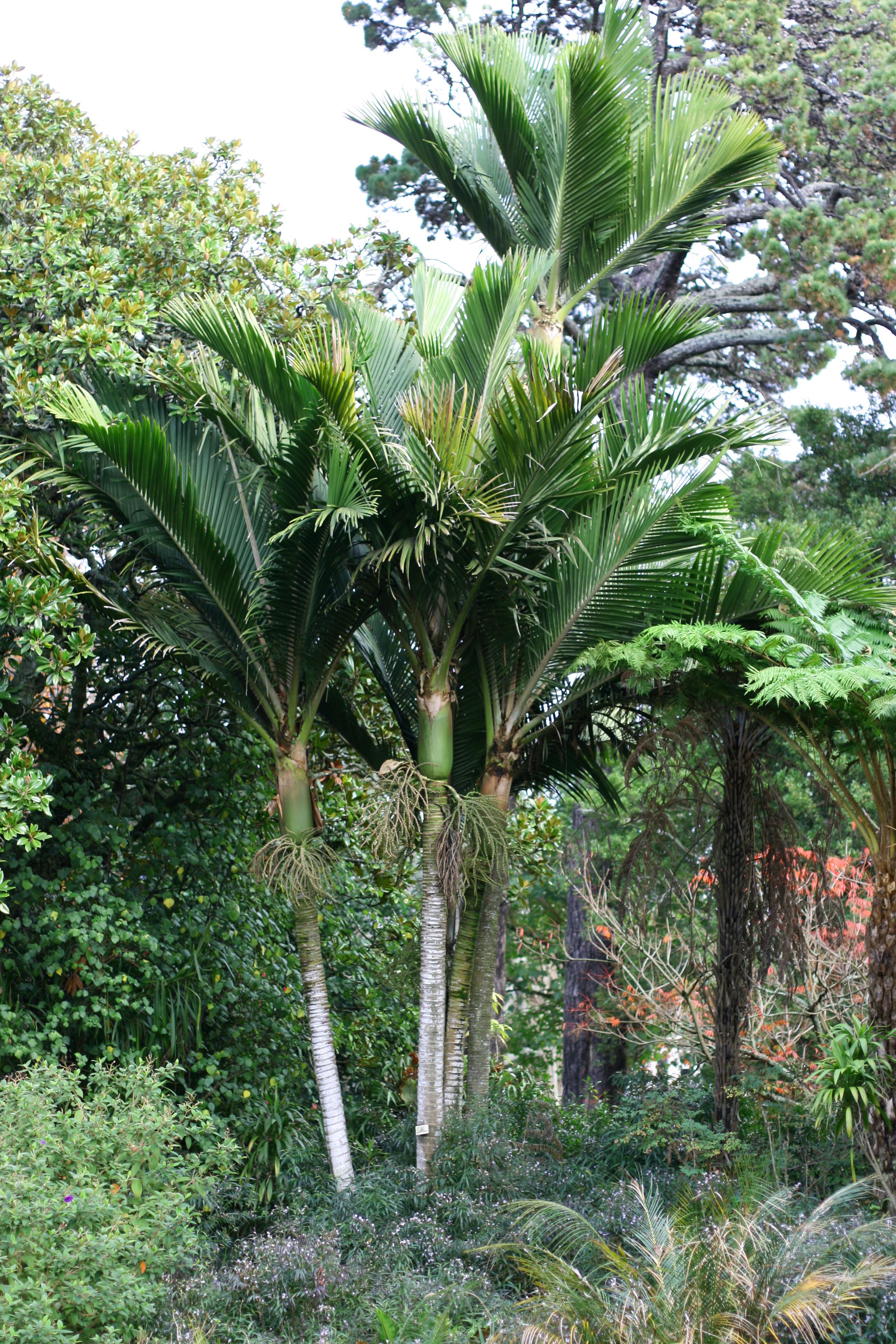
Einheimische Palmenart Rhopalostylis baueri

Das Bruttoinlandsprodukt der Norfolkinsel lag 2016 bei 81,8 Mio. AUD. Die Außenhandelsbilanz ist stark negativ; 2016 standen Importen von rund 60 Mio. AUD Exporte von weniger als 3 Mio. AUD gegenüber. Die Arbeitslosigkeit liegt mit 1,6 % (2016) auf sehr niedrigem Niveau.
Wichtigster Wirtschaftsfaktor mit einem Anteil von annähernd 40 % an der Wirtschaft des Landes ist der Tourismus, welcher der Bevölkerung einen gewissen Wohlstand und vor allem den Anschluss an den Rest der Welt gebracht hat. Insbesondere die restaurierten Gebäude der Sträflingssiedlung in Kingston (Kingston and Arthurs Vale Historic Area) und die ein Viertel der Insel ausmachenden Naturschutzgebiete (beispielsweise das Vogelreservat auf der Phillip-Insel, siehe auch Norfolk-Island-Nationalpark) sind beliebte Reiseziele. Die Insel hat einen Flughafen; Häfen gibt es keine, lediglich zwei Anlegestellen in Kingston und Cascade. Die aufwendige Entladung mit Hilfsschiffen führt zu vergleichsweise hohen Preisen für Importgüter.
Der zweite bedeutsame Wirtschaftszweig ist die Landwirtschaft. Durch den Anbau von Getreide, Obst und Gemüse sowie die Erzeugung von Rindfleisch, Geflügel und Eiern kann sich die Insel größtenteils selbst versorgen. Exportiert werden vor allem die Samen der für die Norfolkinsel charakteristischen Zimmertannen, Rhopalostylispalmen, Avocados und Briefmarken. Abnehmer finden sich in den anderen Pazifikstaaten, Europa und Asien.
Am 2. April 2025 wurden Exporte von den Norfolkinseln in die USA von Präsident Trump mit 29 % Zoll belegt, diese Quote ist höher als die für Australien selbst (10 %). Der Verwalter (Administrator) der Norfolk-Inseln, George Plant, erklärte im April 2025, es gebe keinerlei Exporte von den Inseln in die USA, nach dem Observatory of Economic Complexity der US-Regierung hatten sie jedoch im Jahr 2023 Waren im Wert von 655.000 US-Dollar in die USA ausgeführt, vor allem Lederschuhe im Wert von 413.000 US-Dollar. Nach Recherchen des Guardians handelte es sich bei der Ware um falsch ausgefüllte Versanddokumente des amerikanischen Herstellers Timberland. Die Weltbank führt für 2022 (letztes am 5. April 2025 verfügbares Jahr) Importe aus der USA im Wert von 52.740 Dollar auf, dem stehen Exporte im Wert von 273.330 Dollar entgegen, vor allem Chemikalien.

## Infrastruktur

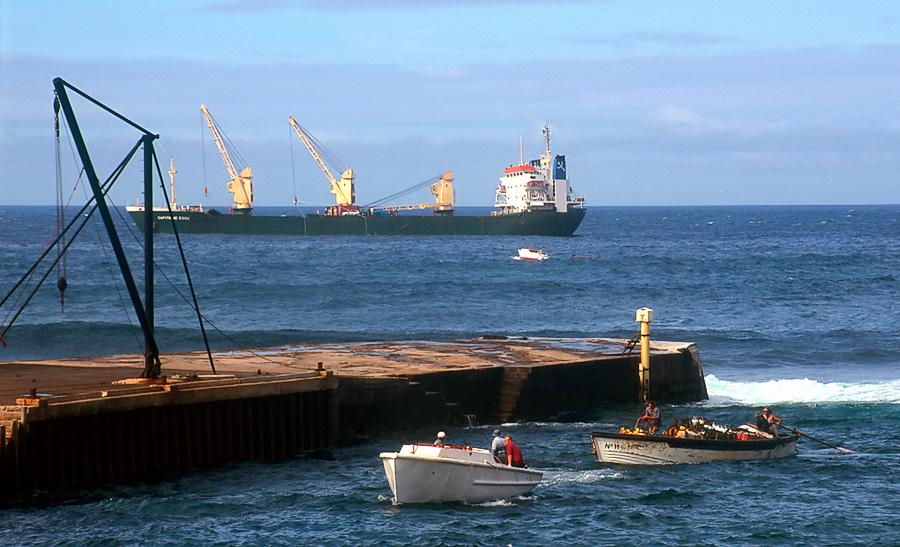
Pier in Kingston

Die Norfolkinsel hat keine Wasserstraßen, Häfen und kein Schienennetz. Schiffspiere existieren in Kingston und in der Cascade Bay, jedoch können dort keine großen Schiffe entladen werden. Die Entladung erfolgt durch kleinere Hilfsschiffe, die bis zu fünf Tonnen pro Fahrt laden können. Häufige schnelle Wetterwechsel können dazu führen, dass sich die Löschung der Fracht über mehrere Tage hinzieht.
Zudem gibt es einen Flughafen, den Norfolk Island International Airport. Die neuseeländische Fluggesellschaft Air New Zealand bietet regelmäßig Flüge nach Brisbane und Sydney an.
Das Straßennetz umfasst etwa 80 Kilometer, wovon 53 Kilometer asphaltiert und 27 Kilometer unbefestigt sind. Laut Gesetz haben Kühe Vorrang vor Verkehrsmitteln.
Für die Versorgung der Insel mit elektrischer Energie ist das regierungseigene Unternehmen „Norfolk Island Electricity“ zuständig. Es betreibt in Burnt Pine ein Kraftwerk mit sechs dieselgetriebenen Generatoren mit einer Leistung von je 1 MW. Da der maximale Leistungsbedarf nur bei etwa 1,7 MW liegt, arbeiten höchstens je zwei der Generatoren gleichzeitig. Außerdem gibt es private Solaranlagen mit einer installierten Leistung von 1,4 MW, die größtenteils in das Stromnetz integriert sind. Weil es keine Speichermöglichkeit gibt, muss der tagsüber produzierte Überschuss an Solarstrom vernichtet werden. Das Stromnetz besteht aus 44 km Hochspannungsleitungen, die mit 6600 Volt betrieben werden, und ebenfalls 44 km Niederspannungsleitungen.
Es gibt auf der Insel ein Krankenhaus, das jedoch nur kleinere Operationen ausführen darf. In schwierigeren Fällen müssen Patienten auf das australische Festland geflogen werden, wobei die Regierung die Kosten übernimmt. In Notfällen erfolgen medizinische Evakuierungen durch die Royal Australian Air Force.

## Kultur
Landesspezifische Feiertage sind der Gründungstag 6. März (im Jahre 1788 kamen an diesem Tag die ersten Sträflinge auf der Insel an) und der Nationalfeiertag „Bounty Day“ (Ankunft der ehemaligen Bewohner der Pitcairninsel 1856) am 8. Juni. Außerdem sind die Norfolk Inseln eine der wenigen Territorien oder Länder außerhalb der Vereinigten Staaten, die Thanksgiving als Feiertag haben. Daneben besitzen zahlreiche australische und britische Feiertage Gültigkeit.
Eine der Hauptattraktionen der Insel ist das Fletcher’s Mutiny Cyclorama, ein realistisches Rundgemälde, welches die Geschichte der Bounty-Meuterei und der Inselbewohner darstellt. Ein Teil der Norfolkinsel und der vorgelagerten Phillip-Insel sind als Nationalpark unter Schutz gestellt (vgl. Norfolk Island National Park). Seit 2010 ist das ursprüngliche Sträflingslager, das Kingston and Arthurs Vale Historic Area, aufgrund seiner historischen Bedeutung in die Liste des UNESCO-Welterbes eingetragen.
Mit der Erstbesiedelung von Australien und Norfolk mit Sträflingen befassen sich der auf umfangreichen Recherchen beruhende Tatsachenroman von Colleen McCullough: Insel der Verlorenen. sowie die ebenfalls auf Recherchen beruhende Darstellung von Siân Rees: Das Freudenschiff. Die wahre Geschichte von einem Schiff und seiner weiblichen Fracht im 18. Jahrhundert.

## Sport
Als Mitglied der Commonwealth of Nations nimmt die Norfolkinsel als eigenständige Nation mit eigenem Nationalteam regelmäßig an den Commonwealth Games teil. Gleiches gilt für die Pazifikspiele. Die Teilnahmen werden von der Norfolk Island Amateur Sports and Commonwealth Games Association als Dachverband der Sportverbände organisiert.

## Bildergalerie

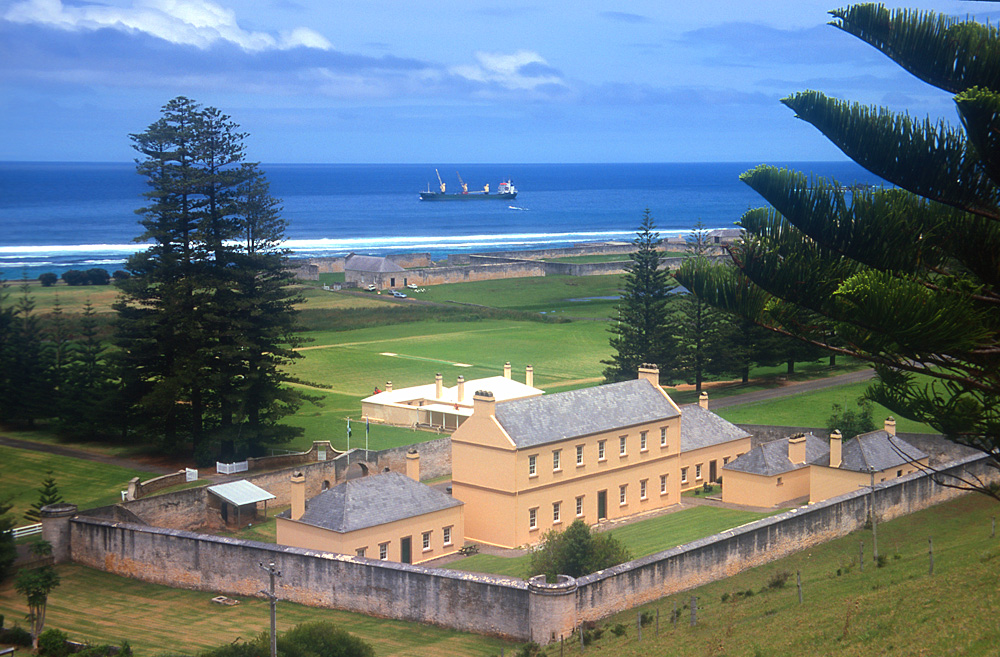
Gebäude der Strafkolonie
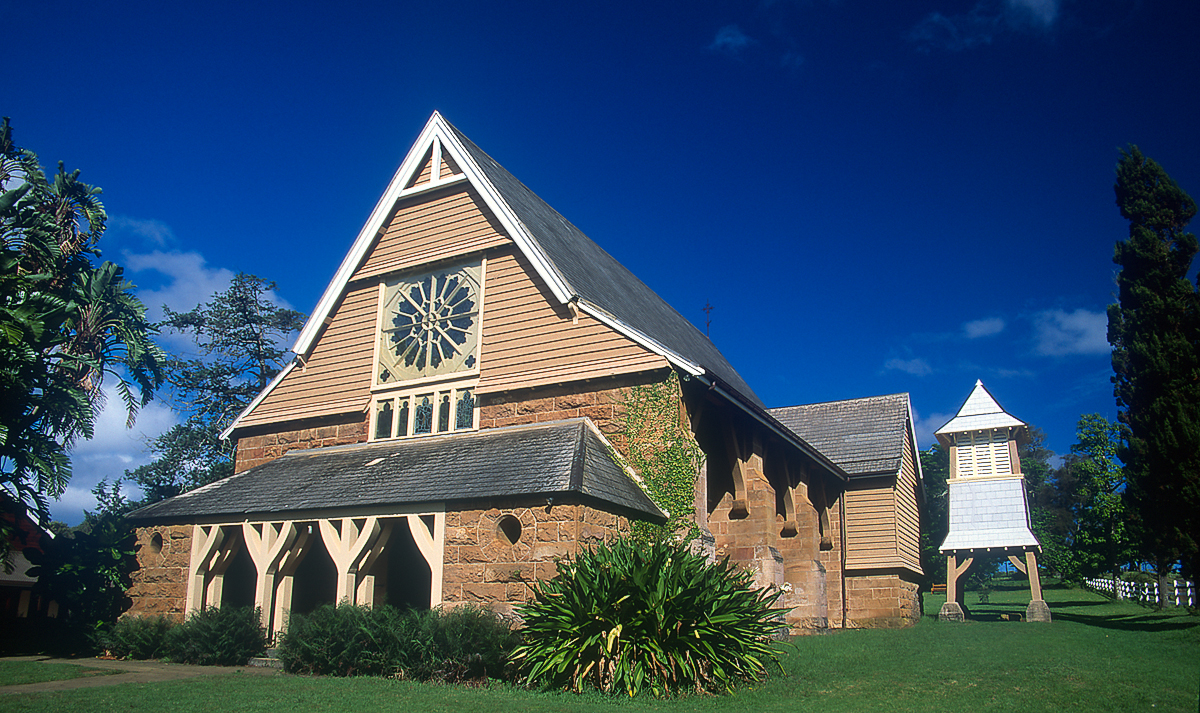
Sankt-Barnabas-Kapelle (Bishop Patteson Memorial Church)
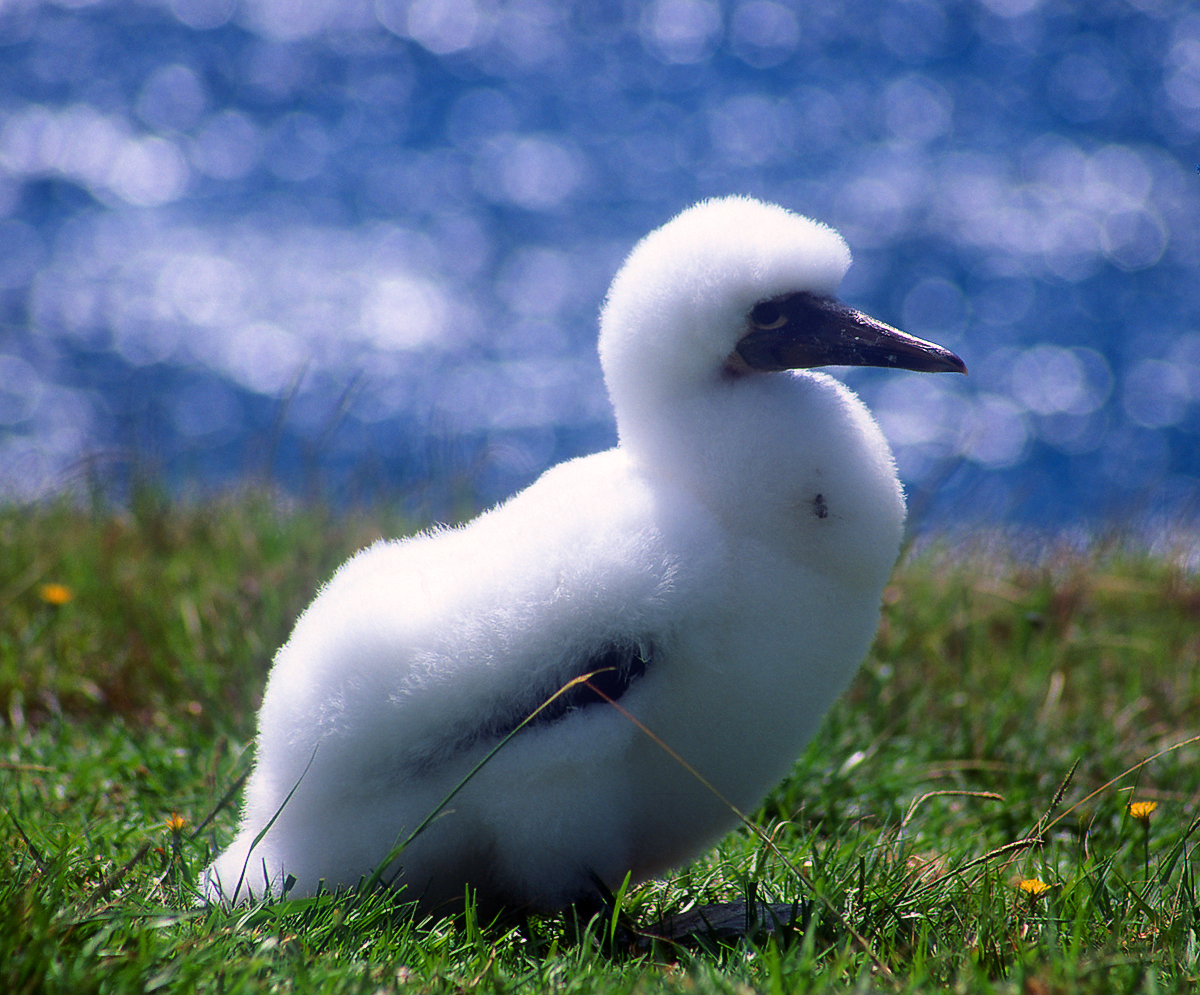
Basstölpel-Küken
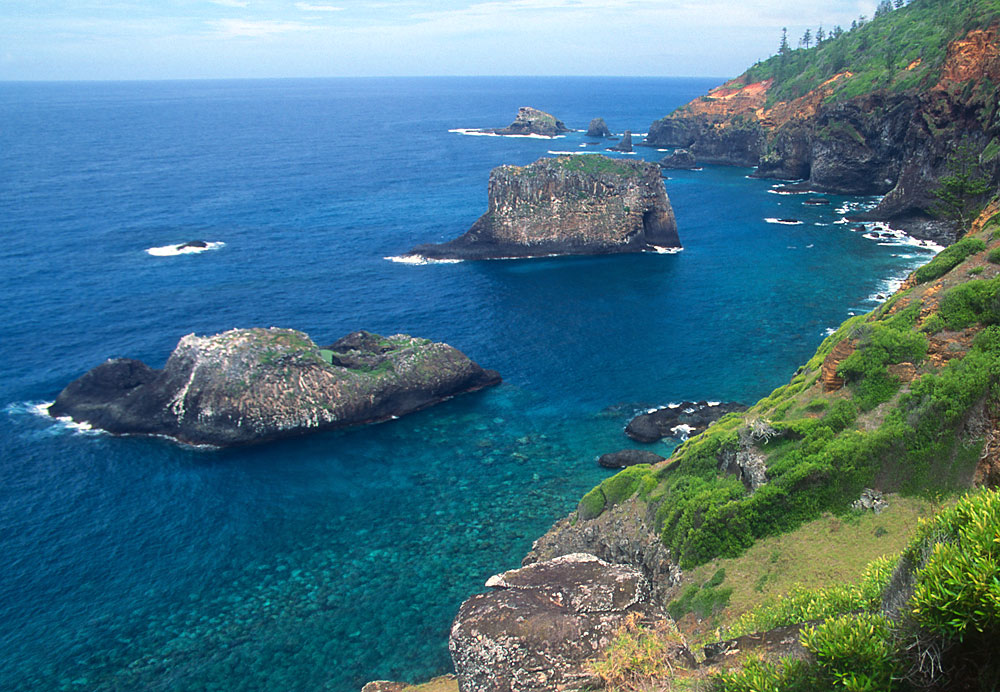
Captain-Cook-Aussichtspunkt
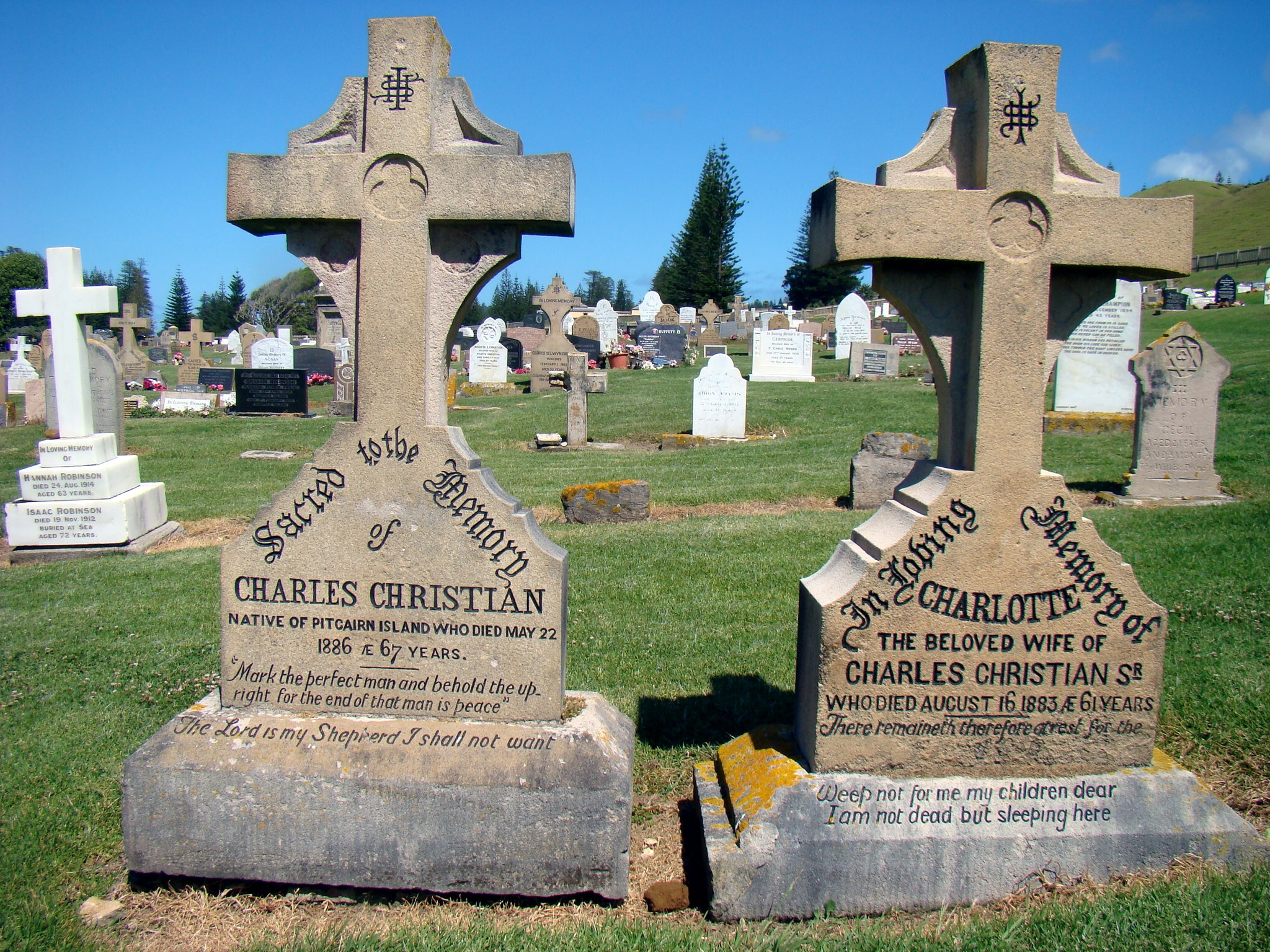
Friedhof
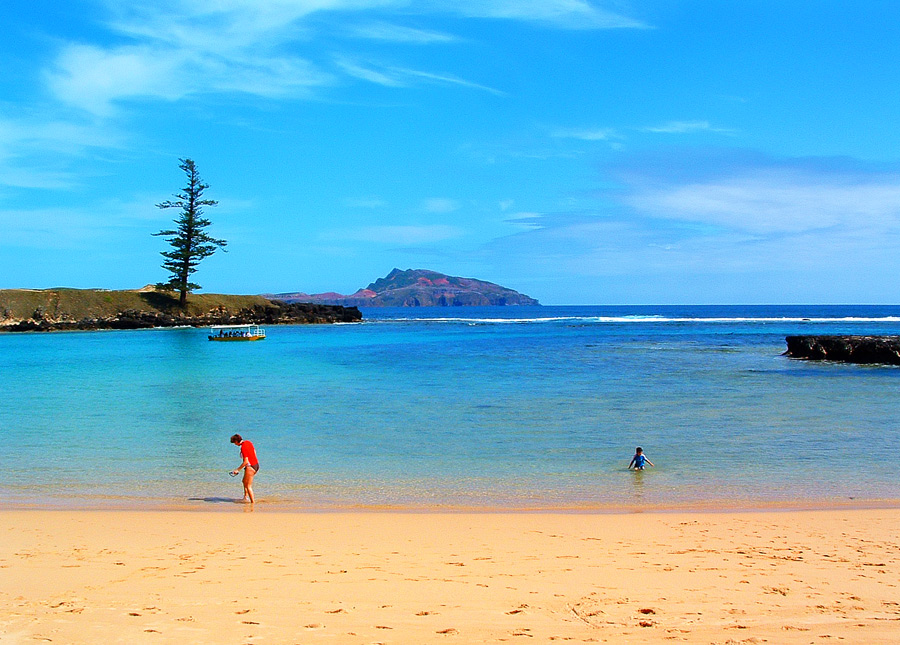
Bucht und Badestrand
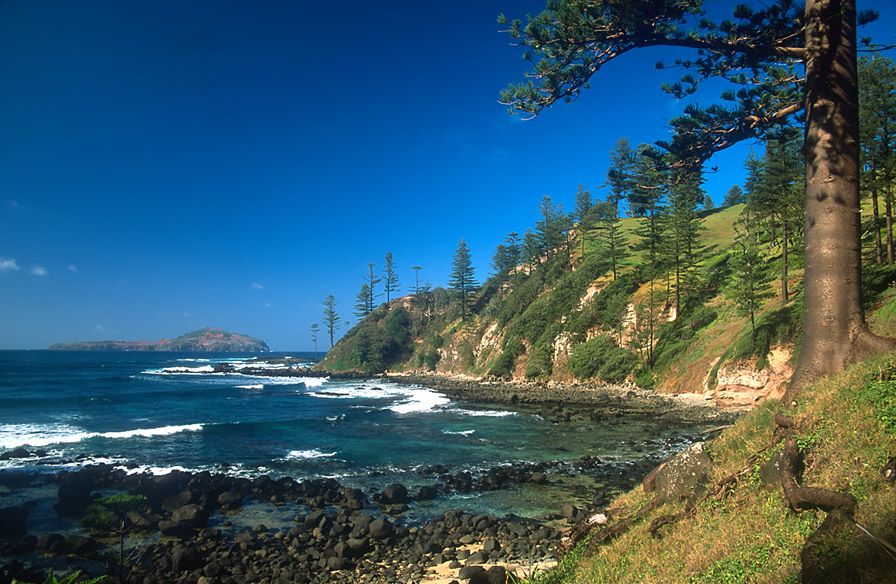
Landschaft auf der Norfolkinsel